# Грчица
Грчица је насељено мјесто у Босни и Херцеговини које припада кондоминијуму Брчко Дистрикт. Према попису становништва из 2013. насеље више нема становника.

## Становништво
Према званичним пописима, Грчица је имала сљедећи етнички састав становништва:
| Демографија | Демографија | Демографија |
| Година      | Становника  | Становника  |
| ----------- | ----------- | ----------- |
| 2013.       | 0           |             |